# شهرستان الشمایتین
ناحیهٔ الشمایتین (به عربی: مدیریة الشمایتین) یک ناحیه در یمن است که در استان تعز واقع شده‌است.

## خصوصیات
ناحیهٔ الشمایتین ۲۶٬۷۹۰ نفر جمعیت دارد.